# Timbaal
Een timbaal of timbau is een slaginstrument afgeleid van de caxambu. Het instrument wordt meestal met beide handen bespeeld.
Het instrument bestaat in verschillende afmetingen en de vorm is licht conisch. Het is meestal gemaakt van licht materiaal.